# Andri Rúnar Bjarnason
Andri Rúnar Bjarnason, född 12 november 1990 i Bolungarvík, är en isländsk fotbollsspelare som spelar för Valur.

## Klubbkarriär

### Grindavík
Bjarnason vann skytteligan i Úrvalsdeild 2017 med 19 mål på 22 matcher.

### Helsingborgs IF
I november 2017 värvades Bjarnason av Helsingborgs IF, där han skrev på ett tvåårskontrakt. Bjarnason debuterade den 17 februari 2018 i en 1–1-match mot IFK Norrköping i Svenska cupen. Den 14 april 2018 gjorde Bjarnason ett hattrick i en 5–1-vinst över IK Frej. 2018 blev han utsedd till årets HIF:are.

### Kaiserslautern
Den 17 juni 2019 värvades Bjarnason av tyska Kaiserslautern. Den 22 juni 2019 spelade han sin första match och lyckades då även göra sitt första mål (4–1-vinst över FSV Frankfurt).

### Esbjerg fB
Den 10 augusti 2020 värvades Bjarnason av danska 1. division-klubben Esbjerg fB, där han skrev på ett tvåårskontrakt.

### Återkomst i Island
I december 2021 skrev Bjarnason på ett treårskontrakt med ÍBV. Han gjorde 10 mål på 25 ligamatcher under säsongen 2022. I februari 2023 gick Bjarnason till ligakonkurrenten Valur.